# Sandeng
Sandeng (Schreibvariante: Bandeng) ist eine Ortschaft im westafrikanischen Staat Gambia.
Nach einer Berechnung für das Jahr 2013 leben dort etwa 312 Einwohner, das Ergebnis der letzten veröffentlichten Volkszählung von 1993 betrug 278.

## Geographie
Sandeng liegt in der Lower River Region im Distrikt Kiang West. Der Ort liegt unmittelbar an der Grenze zu Senegal rund 1,8 Kilometer südöstlich von Jataba. Der Bintang Bolong liegt in 500 m Entfernung.